# Philip David Marshall
Philip David Marshall (auch P. David Marshall; * 1958) ist ein Kommunikationswissenschaftler und emeritierter Professor der Deakin University. Sein Schwerpunkt liegt in der Forschung über neue Medien sowie der Darstellung der eigenen Persönlichkeit in sozialen Medien.

## Biografie
Marshall erwarb 1981 den Bachelor of Arts im Fach Politikwissenschaften an der University of Western Ontario (Kanada) und 1985 den Master of Arts im Fach Kommunikation an der Simon Fraser University (Kanada). Er wurde 1993 an der McGill University (Kanada) zum Doctor of Philosophy promoviert. Es folgte eine Anstellung als Lecturer und ab 1995 als Senior Lecturer an der University of Queensland (Australien). Von 2001 bis 2007 war er Professor für Kommunikationsstudien an der Northeastern University in Boston (USA). Von 2007 bis 2009 war er Professor an der University of Wollongong (Australien). 2009 wurde er zum Professor für New Media, Communication and Cultural Studies an der Deakin University (Australien) berufen, wo er 2022 emeritiert wurde.
Er ist Honorarprofessor für New Media, Communication and Cultural Studies an der University of Nottingham (Vereinigtes Königreich), sowie Professor für Kommunikation an der Charles Sturt University (Australien).

## Werk
Marshalls Forschungsschwerpunkte liegen in den Themenfeldern Kultur der Neuen Medien sowie in den Persona Studies. Dort untersucht er unter dem Schlagwort des public self, wie sich bekannte Persönlichkeiten (celebrities) und Individuen im Allgemeinen öffentlich wahrnehmbar vor allem in den sozialen Medien darstellen. Er ist Gründer und Herausgeber des Journals Persona Studies.

## Publikationen (Auswahl)
- P. David Marshall, Christopher Moore, Kim Barbour: Persona studies an introduction. Hoboken, Wiley, 2020.
- P. David Marshall, Joanne Morreale: Advertising and promotional culture : case histories. London, Red Globe Press, 2018.
- David Marshall: Kommodifizierung von Celebrity: Industrialisierte Agency und ihr Wert in der gegenwärtigen Aufmerksamkeitsökonomie. In: Zeitschrift für Medienwissenschaft, 16, 2017, S. 49–60.
- P. David Marshall: The celebrity persona pandemic. Minneapolis, University of Minnesota Press, 2016.
- P. David Marshall, Sean Redmond (Hrsg.): A companion to celebrity. London, Wiley, 2016.
- P. David Marshall: The celebrity culture reader. New York, Routledge, 2006.
- P. David Marshall: New media cultures. London, Arnold, 2004.
- Robert Burnett, P. David Marshall: Web theory : an introduction. London, Routledge, 2003.
- P. David Marshall: Celebrity and Power: fame in contemporary culture. Minneapolis, University of Minnesota Press, 1997.